# Annelise Hesme
Annelise Hesme (Beaumont, 11 maggio 1976) è un'attrice francese.

## Biografia
Nata l'11 maggio 1976 a Troyes, Annelise Hesme è sorella di altre due attrici: Clotilde ed Élodie. Formatasi al laboratorio teatrale Frédéric Jacquot di Parigi, ha debuttato sul grande schermo nel 2001, con il film Tanguy di Étienne Chatiliez, nel quale ha interpretato il ruolo di Marguerite. Nel 2016, ha ufficializzato la sua relazione con Eugène Riconneaus, al Festival di La Rochelle, ma nel 2018 ha dichiarato di aver chiuso la relazione. Hesme ha un figlio di nome Paul.

## Filmografia parziale

### Cinema
- Kaliber Deluxe, regia di Thomas Roth (2000)
- Tanguy, regia di Étienne Chatiliez (2001)
- Le Nouveau Jean-Claude, regia di Didier Tronchet (2002)
- Finché nozze non ci separino, regia di Julie Lipinski (2004)
- Alexander, regia di Oliver Stone (2004)
- Un po' per caso, un po' per desiderio, regia di Danièle Thompson (2006)
- Ti va di pagare?, regia di Pierre Salvadori (2006)
- Le avventure galanti del giovane Molière, regia di Laurent Tirard (2007)
- Nos amis les Terriens, regia di Bernard Werber (2007)
- Trois amis, regia di Michel Boujenah (2007)
- Parigi, regia di Cédric Klapisch (2008)
- L'amore, per caso, regia di Dominique Farrugia e Arnaud Lemort (2010)
- Hôtel Normandy, regia di Charles Nemes (2013)
- Sarà il mio tipo?, regia di Lucas Belvaux (2014)
- Un amico molto speciale, regia di Alexandre Coffre (2014)
- Un momento di follia, regia di Jean-François Richet (2015)
- Sparks & Embers, regia di Gavin Boyter (2015)
- Tanguy, le retour, regia di Étienne Chatiliez (2019)
- 10 jours encore sans maman, regia di Ludovic Bernard (2023)

### Televisione
- H - serie TV, episodio 4x4 (2001)
- Il giudice e il commissario, di Benoît Valère - serie TV (2004)
- Nos vies rêvées, regia di Fabrice Cazeneuve - serie TV (2004)
- La Légende vraie de la tour Eiffel, regia di Simon Brook - docufiction (2005)
- R.I.S. Police scientifique, di Stéphane Kaminka - serie TV (2013)
- Cherif, di Lionel Olenga, Laurent Scalese e Stéphane Drouet - serie TV (2015)
- Nina, di Alain Robillard e Thalia Rebinsky - serie TV (2015-2021)
- Un'altra verità, di Bénédicte Charles e Olivier Pouponneau - miniserie TV (2021)

### Pubblicità
- Photomaton per Freedent (2004)
- France vs. Britain per Renault Clio (2005)
- France vs. Britain 2 per Renault Clio (2006)

## Doppiatrici italiane
- Selvaggia Quattrini in Tanguy
- Cristiana Rossi in Finché nozze non ci separino
- Laura Latini in Alexander
- Francesca Guadagno ne Un po' per caso, un po' per desiderio
- Domitilla D'Amico in Ti va di pagare?
- Francesca Fiorentini ne Un amico molto speciale
- Barbara Villa ne Un momento di follia
- Luisa Ziliotto in Nina